# 沢田康次
沢田 康次（さわだ やすじ、1937年 - ）は日本の物理学者、工学者。
非線形・非平衡系の物理学、複雑系と形態形成、生命状態の物理学、脳型コンピュータと超伝導回路、人の感覚と運動系の物理学の研究に従事。
東北大学国際高等研究教育院シニアメンター。東北大学名誉教授。元東北工業大学教授・学長。

## 人物
東北大学で工学部電気・情報系学科、大学院情報科学研究科の協力講座として研究室を主宰し、「生き生きとしているとは何だろうか」をテーマに物理学の研究を繰り広げる。
東北工業大学では研究・教育活動の後、学長として大学運営に取り組む。

## 来歴
- 1937年 大阪府生まれ。
- 1960年： 東京大学工学部応用物理学科卒業
- 1962年： 東京大学大学院工学研究科電子工学専攻卒業
- 1966年： ペンシルベニア大学物理学科博士課程修了 Ph.D
- 1966年 - 1968年： ペンシルベニア大学 Research Associate,
- 1968年 - 1972年： 大阪大学理学部講師
- 1973年 - 2001年： 東北大学電気通信研究所教授
- 1996年 - 2001年： 東北大学電気通信研究所長
- 2001年 - 2013年： 東北工業大学教授・学長
- 2004年 - ？ : 国際高等研究所フェロー

## 受賞歴
- 大川出版賞(1994年)
- フランス共和国 学術功労勲章(1999年)
- 瑞宝中綬章(2013年)[1]

## 著書
- ゆらぎ・カオス・フラクタル(日本評論社、1991年、共著)
- 非平衡系の秩序と乱れ(朝倉書店、1993年)

## 所属学会
- 日本物理学会
- 電子情報通信学会
- 計測自動制御自動学会
- 日本神経回路学会
- 日本発生生物学会